# Placówka Straży Celnej „Odra”

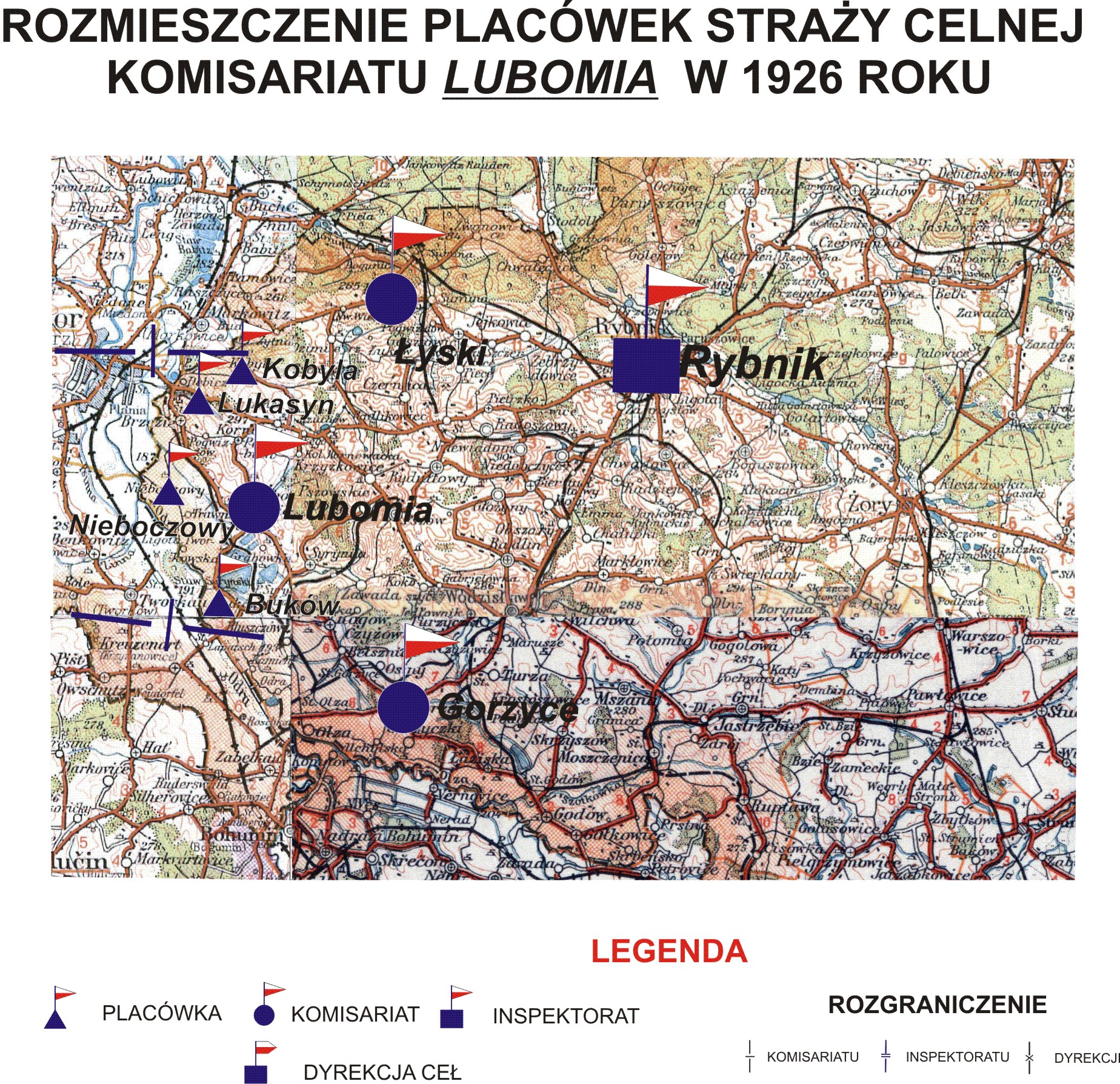
Rozmieszczenie placówek SC Komisariatu Lubomia w 1926

Placówka Straży Celnej „Odra” – jednostka organizacyjna Straży Celnej pełniąca w okresie międzywojennym służbę ochronną na granicy polsko-niemieckiej.

## Formowanie i zmiany organizacyjne
Na wniosek Ministerstwa Skarbu, uchwałą z 10 marca 1920 roku, powołano do życia Straż Celną. Od połowy 1921 roku jednostki Straży Celnej rozpoczęły przejmowanie odcinków granicy od pododdziałów Batalionów Celnych. Początek działalności Straży Celnej na Śląsku datuje się na dzień 15 czerwca 1922 roku. Proces  jej tworzenia trwał do końca 1922 roku. Placówka Straży Celnej „Odra” weszła w podporządkowanie komisariatu Straży Celnej „Lubomia” z Inspektoratu SC „Rybnik”.
W drugiej połowie 1927 roku przystąpiono do gruntownej reorganizacji Straży Celnej. W praktyce skutkowało to rozwiązaniem tej formacji granicznej. Ochronę północnej, zachodniej i południowej granicy państwa przejęła powołana z dniem 2 kwietnia 1928 roku Straż Graniczna. W strukturach nowo powstałej formacji placówki „Odra” nie odtworzono.

## Kierownicy placówki
- str. Antoni Smoliński (1922−)[8]

## Funkcjonariusze placówki
Kierownicy placówki
| stopień    | imię i nazwisko, numer      | okres pełnienia służby | kolejne stanowisko |
| ---------- | --------------------------- | ---------------------- | ------------------ |
| strażnik   | Antoni Smoliński            | był w 1922             |                    |
| przodownik | Stanisław Kościelniak (441) | był w 1926             |                    |

Obsada personalna placówki w 1926:
- przodownik Stanisław Kościelniak (441)
- starszy strażnik Piotr Mateja (623)
- strażnik Jan Węgrzyn (952)
- strażnik Jan Jerzycki (714)
- strażnik Franciszek Grduszak (544)
- strażnik Wincenty Honisz (332)
- strażnik Wiktor Helak (660)
- strażnik Andrzej Radzyński (1291)
- strażnik Antoni Kaczmarek (466)